# Osokorky (stacja metra)
Osokorky (ukr. Осокорки) – jedna ze stacji kijowskiego metra na linii Syrećko-Peczerśka. Została otwarta 30 grudnia 1992.
Stacja została zaprojektowana przez architekta Kruszynśkiego. Stacja Osokorky posiada 2 wejścia. znajduje się na skrzyżowaniu Alei Bażana Mykoły i Dniprowska Naberezżna w dzielnicy Osokorky.